# Joachim von Braun (Jurist, 1587)
Joachim von Braun (* 1587 in Stralsund; † 1. Dezember 1659 ebenda) war ein deutscher Rechtsgelehrter und Gesandter der Stadt Stralsund  bei den Verhandlungen in Osnabrück, die 1648 zum Westfälischen Frieden geführt haben.

## Leben
Joachim von Braun wurde als Sohn der Eheleute Paul von Braun und Barbara geb. Prütze geboren. Nach einem Studium der Rechtswissenschaften wurde er 1623 Kammersekretär in Stralsund und dort 1635 Ratsherr. In den Jahren von 1645 bis 1647 war er Deputierter der Stadt Stralsund bei den Verhandlungen in Osnabrück, die 1648 zum Westfälischen Frieden geführt haben. Am 17. Dezember 1645 kam er dort zusammen mit Gesandten Dr. Christian Schwartz an.
Gerhard Coccejus war der Hauptgesandte des Hansebundes, Vereinigung der Hansestädte.
Nach dieser Zeit war von Braun in seiner Heimatstadt weiterhin Ratsherr  und Kämmerer (Camerarius).
Sein gleichnamiger Sohn (1631–1686) war ebenfalls Stralsunder Kämmerer.